# Franz-Kafka-Denkmal

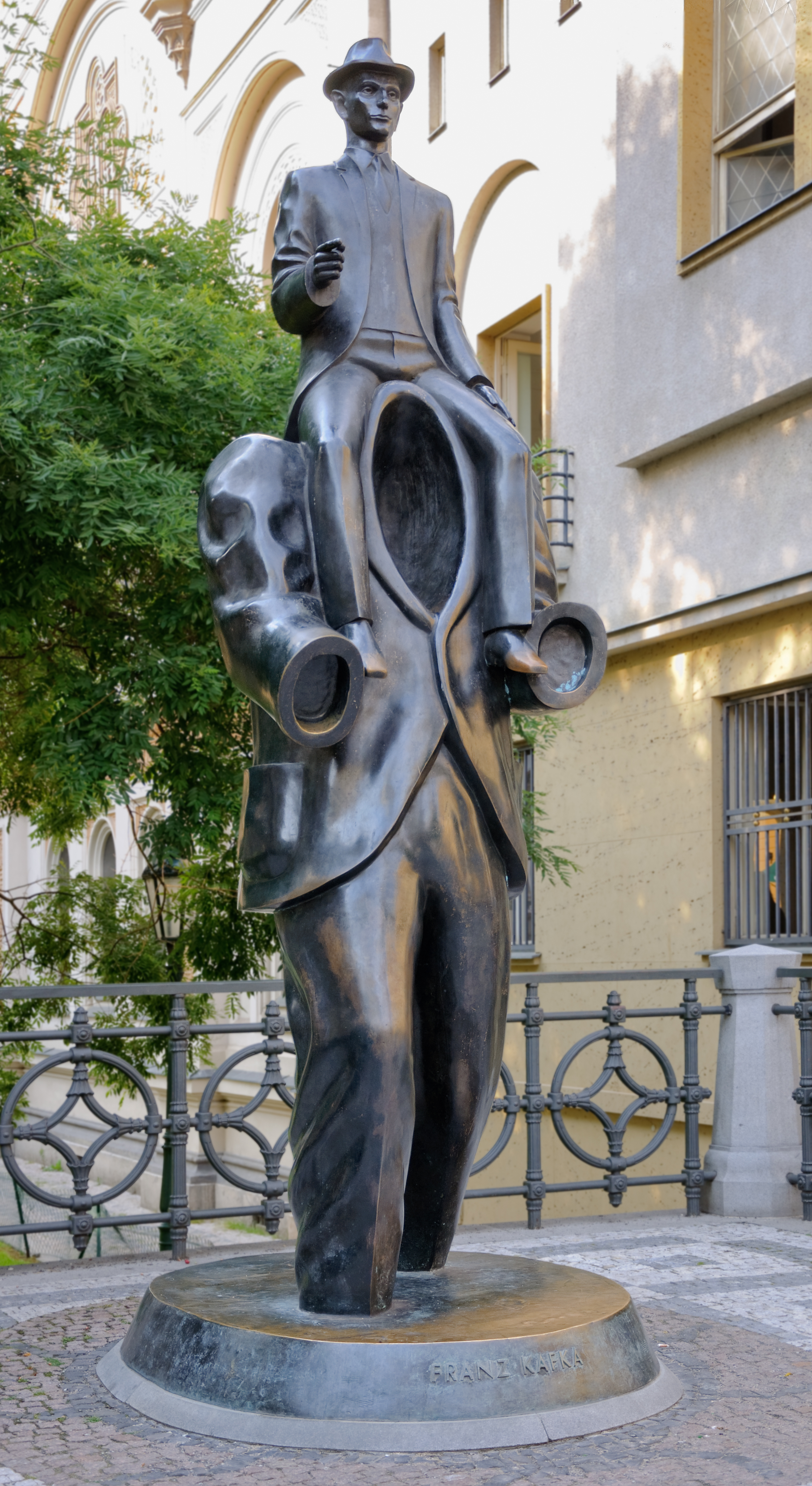
Franz-Kafka-Denkmal

Das Franz-Kafka-Denkmal (tschechisch Pomník Franze Kafky) in Prag ist dem deutsch-jüdischen Prager Schriftsteller Franz Kafka gewidmet. 

## Lage
Die Bronzeskulptur steht in der Straße Dušní auf einem kleinen Platz zwischen der Spanischen Synagoge und der Heilig-Geist-Kirche, genau an der Grenze zwischen der ehemaligen jüdischen Stadt Josefov und dem christlichen Stadtviertel Altstadt. Durch die unmittelbare Nachbarschaft sowohl zur Synagoge wie auch zur christlichen Kirche steht das Denkmal symbolisch im Spannungsfeld der beiden Religionen. Dazu kommt, dass Franz Kafka in der Straße Dušní Nr. 27 wohnte und praktisch sein ganzes Leben in diesem Teil des alten Prag verbrachte. Das Haus existiert heute nicht mehr.

## Geschichte
Das Denkmal entstand auf Initiative der Prager Franz-Kafka-Gesellschaft. Sie schrieb anlässlich der Wahl Prags zur Kulturhauptstadt Europas im Jahr 2000 einen Wettbewerb für die Gestaltung eines Franz-Kafka-Denkmals aus. Sieben tschechische Bildhauer nahmen daran teil. Die Jury entschied sich für den Vorschlag Jaroslav Rónas. Mit der architektonischen Gestaltung wurde David Vávra beauftragt.
Das Denkmal wurde am 4. Dezember 2003, im 120. Geburtsjahr des Schriftstellers, enthüllt. Es war das erste Denkmal, das die tschechische Hauptstadt ihrem berühmten Sohn widmete. Bei der Einweihung erklärte der damalige Prager Bürgermeister Pavel Bém: „Heute begleichen wir, was wir unserer Geschichte und einem der größten Schriftsteller des 20. Jahrhunderts bisher schuldig geblieben sind.“

## Beschreibung

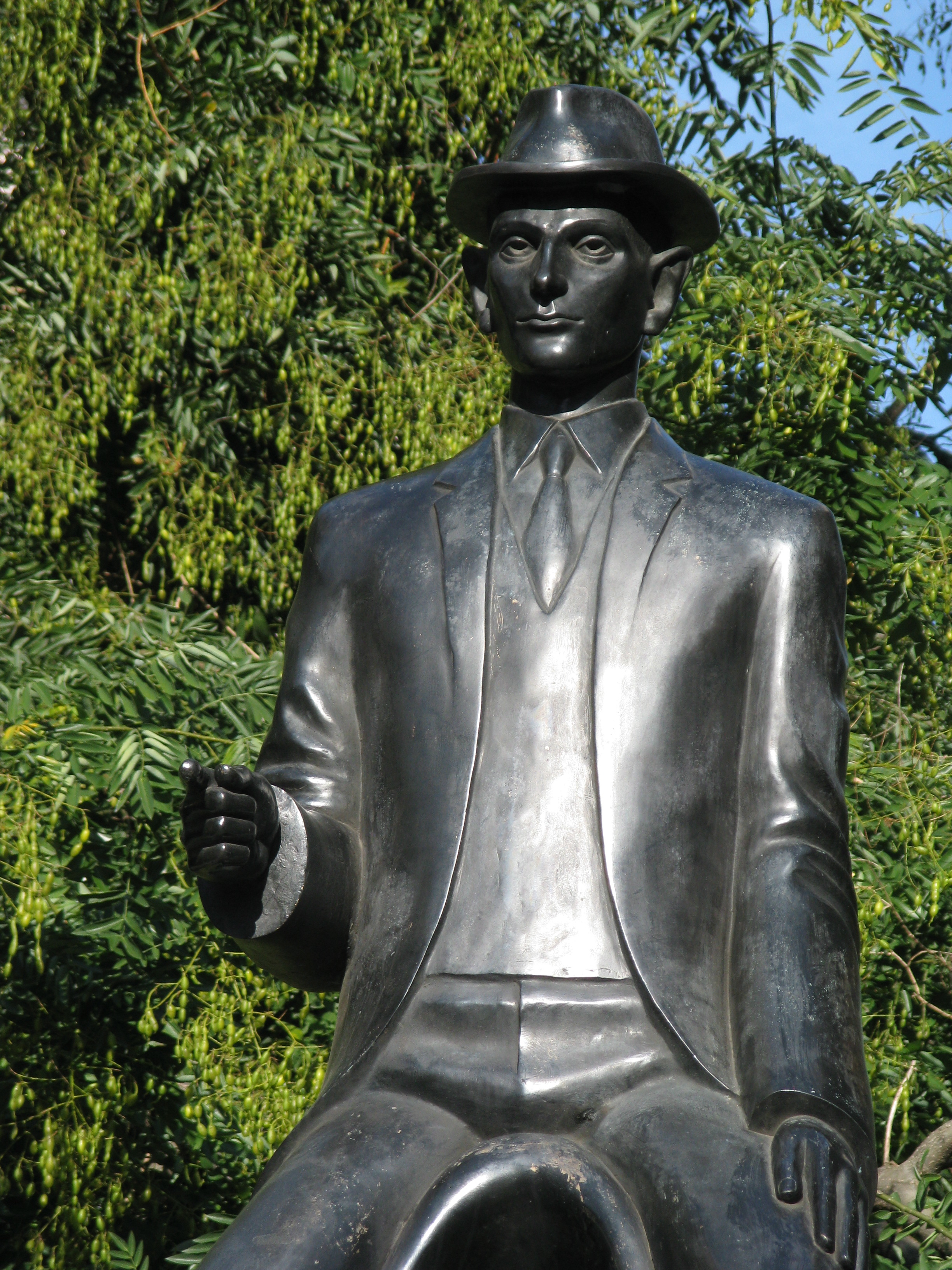
Detail: die Franz-Kafka-Figur

Die schwarze Bronzeskulptur ist 3,75 m hoch, wiegt 700 kg und besteht aus zwei Figuren. Die untere Figur ist ein leerer Herrenanzug (Sakko und Hose) ohne einen Körper in vorangehender Pose. Auf den Schultern trägt sie eine zweite, kleinere Figur, die Franz Kafka darstellt, und die mit einem ausgestreckten Zeigefinger der rechten Hand den Weg weist.
Inspiration für diese Darstellung fand Jaroslav Róna in Kafkas Erzählung Beschreibung eines Kampfes. In einem Interview mit Radio Prag sagte er: „Ich bin zu der Auffassung gekommen, dass die Statue eine gewisse innere Spaltung Kafkas widerspiegeln soll. Deshalb bin ich von zwei Figuren ausgegangen und habe danach gesucht, wie ich ihre Beziehung zueinander am deutlichsten charakterisieren sollte. Den Schlüssel dazu fand ich in der Novelle Beschreibung eines Kampfes“.
Im Text der Novelle schwingt sich der Erzähler (Kafka) auf die Schultern seines bisher dominanten Begleiters und reitet auf ihm wie auf einem Pferd durch die Landschaft, die er während der Fahrt selber schafft. Róna zitiert dazu folgende Passage aus Kafkas Novelle: „Schon sprang ich mit ungewohnter Geschicklichkeit meinem Bekannten auf die Schultern und brachte ihn dadurch, dass ich meine Fäuste in seinen Rücken stieß, in einen leichten Trab.“

## Varia
Seit 2001 vergibt die Prager Franz-Kafka-Gesellschaft gemeinsam mit der Stadt Prag mit dem Franz-Kafka-Preis jährlich einen internationalen Literaturpreis; der Preisträger erhält eine aus Bronze gefertigte Miniatur des Kafka-Denkmals.